# Julius Riyadi Darmaatmadja
Julius Riyadi Darmaatmadja S.J. (Muntilan, 20 december 1934) is een Indonesisch geestelijke en kardinaal van de Rooms-Katholieke Kerk.
Darmaatmadja bezocht het kleinseminarie van Magelang. Op 7 december 1957 trad hij toe tot de orde der jezuïeten. Hij studeerde filosofie aan het College de Nobili in Poona (India). Op 18 december 1969 werd hij priester gewijd. Hij werkte vervolgens als pastoor in het aartsbisdom Semarang. Vanaf 1973 doceerde hij aan het kleinseminarie Sint Petrus Canisius van Semarang. Van 1981 tot 1983 was hij provinciaal van de jezuïeten in Indonesië.
Op 19 februari 1983 werd Darmaatmadja benoemd tot aartsbisschop van Semarang; zijn bisschopswijding vond plaats op 29 juni 1983. In 1984 werd hij ook militair ordinarius voor Indonesië.
Darmaatmadja werd tijdens het consistorie van 26 november 1994 kardinaal gecreëerd. Hij kreeg de rang van kardinaal-priester. Zijn titelkerk werd de Sacro Cuore di Maria. Darmaatmadja nam deel aan het conclaaf van 2005; het conclaaf van 2013 kon hij om gezondheidsredenen niet bijwonen.
Op 11 januari 1996 werd Darmaatmadja benoemd tot aartsbisschop van Jakarta. Op 2 januari 2006 legde hij het militair ordinaat neer. Hij ging op 28 juni 2010 met emeritaat.
Op 20 december 2014 verloor Darmaatmadja - in verband met het bereiken van de 80-jarige leeftijd - het recht om deel te nemen aan een toekomstig conclaaf.
- Gemeinsame Normdatei: 1033285315
- International Standard Name Identifier: 0000 0000 2951 8525
- Library of Congress Control Number: n89214592
- Nederlandse Thesaurus van Auteursnamen: 115081054
- Virtual International Authority File: 63140907
- WorldCat: E39PBJxRvDQYkBPYPXYyjhYXVC